# Maximino Martínez Miranda
Maximino Martínez Miranda (Palos Altos, Soyaniquilpan de Juárez, Estado do México, 29 de maio de 1951) é um clérigo católico romano mexicano e bispo auxiliar de Toluca.

## Biografia
Maximino Martínez Miranda realizou os eclesiásticos no Seminário de Toluca. Foi ordenado sacerdote em 21 de setembro de 1979, na Arquidiocese de Toluca; com a criação da Diocese de Atlacomulco, passou para essa circunscrição eclesiástica em 3 de novembro de 1984.
Como sacerdote, Martínez ocupou os seguintes cargos: vigário cooperador da paróquia de Almoloya de Juárez (1979 - 1981); pároco de San Antonio de la Isla, Toluca (1981 - 1982); pároco de San Pedro el Alto, Atlacomulco (1982 - 1986); diretor da revista "Ad gentes y pareciadores" (1993 - 1996); pároco de Santa María de Guadalupe de Canalejas (1996 - 2000); pároco de Santa María de Guadalupe, El Oro (2000 - 2002). De 2000 até sua nomeação, foi Vigário Geral da diocese de Atlacomulco e pároco da paróquia de Santa María de Guadalupe. Também era diretor diocesano de missões e meios de comunicação e diretor espiritual de peregrinações.
Papa Bento XVI nomeou-o Bispo de Ciudad Altamirano em 7 de julho de 2006. Dom Giuseppe Bertello, núncio apostólico no México, o consagrou bispo em 31 de agosto do mesmo ano, em Ciudad Altamirano; os co-consagradores foram Francisco Javier Chavolla Ramos, Bispo de Toluca, e Constancio Miranda Weckmann, Bispo de Atlacomulco.
Como Bispo de Ciudad Altamirano, Mons. Martínez Miranda se manifestou fortemente contra a violência no Estado de Guerrero, entre cujas vítimas em 2014 estavam também quatro padres assassinados. Mesmo diante da violência, o bispo disse que não ia deixar a região.

Em 28 de outubro de 2017, o Papa Francisco o nomeou Bispo Titular de Lugura e Bispo Auxiliar de Toluca.